# Jozef Van Bever
Jozef o  Joseph Van Bever (Brussel·les, 2 de juny de 1891 - 20 de novembre de 1954) fou un ciclista belga que va córrer entre 1909 i 1925. S'especialitzà en el ciclisme en pista, on va guanyar diferents campionats nacionals.

## Palmarès
- 1913
  -  Campió de Bèlgica en velocitat
- 1915
  - 1r dels Sis dies de Brussel·les (amb Cyrille Van Hauwaert)
- 1919
  -  Campió de Bèlgica en velocitat
- 1920
  -  Campió de Bèlgica en velocitat